# Theo Bongonda
Theo Bongonda Mbul Ofeko Batomboat mais conhecido como Theo Bongonda ou simplesmente Theo (Charleroi, 20 de Novembro de 1995) é um futebolista congolês, nascido na Bélgica, que atua como ponta-esquerda. Atualmente defende o Spartak Moscou.